# Піпові
Піпові (Pipidae) — родина безхвостих земноводних (Anura).

## Опис
Характерним для піпових є відсутність язика, що пов'язане з суто водним способом життя. 2 підродини (4 роди, 15 видів) — піпи і шпоркові жаби. Піпи поширені в тропіках Південної Америки. Найбільша з них (довжина тіла до 20 см) — піпа суринамська (Pipa pipa), відома своєрідним способом розмноження: за допомогою випнутої клоаки самиця відкладає на спину 40 —114 яєць. Навколо кожного заплідненого яйця утворюється комірка, вкрита шкірястою кришечкою. В комірках відбувається розвиток яєць і метаморфоз. Через 80—85 діб молоді остаточно сформовані жабки розкривають комірки і залишають матір. Шпоркові жаби (довжина тіла 20—80 мм) живуть у водоймах Африки; характеризуються наявністю пазурів («шпор») на трьох внутрішніх пальцях задніх ніг (звідки й назва); найвідоміший представник — шпоркова жаба гладенька (Xenopus laevis).

## Роди
- Hymenochirus
- Pseudhymenochirus
- Xenopus
- Silurana
- Pipa

Викопні роди:
- † Eoxenopoides Haughton, 1931
- † Llankibatrachus Báez & Pugener, 2003
- † Pachycentrata Báez & Rage, 2004
- † Saltenia Reig, 1959
- † Shelania Casamiquela, 1960
- † Singidella Báez & Harrison, 2005
- † Vulcanobatrachus Trueb, Ross & Smith, 2005
- † Shomronella Estes et al., 1978
- † Oumtkoutia Rage & Dutheil, 2008